# Edith Heath
Edith Kiertzner Heath (24 de maig de 1911 – 27 de desembre de 2005) va ser una ceramista estatunidenca i fundadora de Heath Ceramics. L'empresa, coneguda per la seva vaixella ceràmica "Heathware" d'estil Mid-century modern, i per les seves rajoles arquitectòniques, encara produeix a Sausalito, Califòrnia, després de ser fundada el 1948.

## Vida i obra

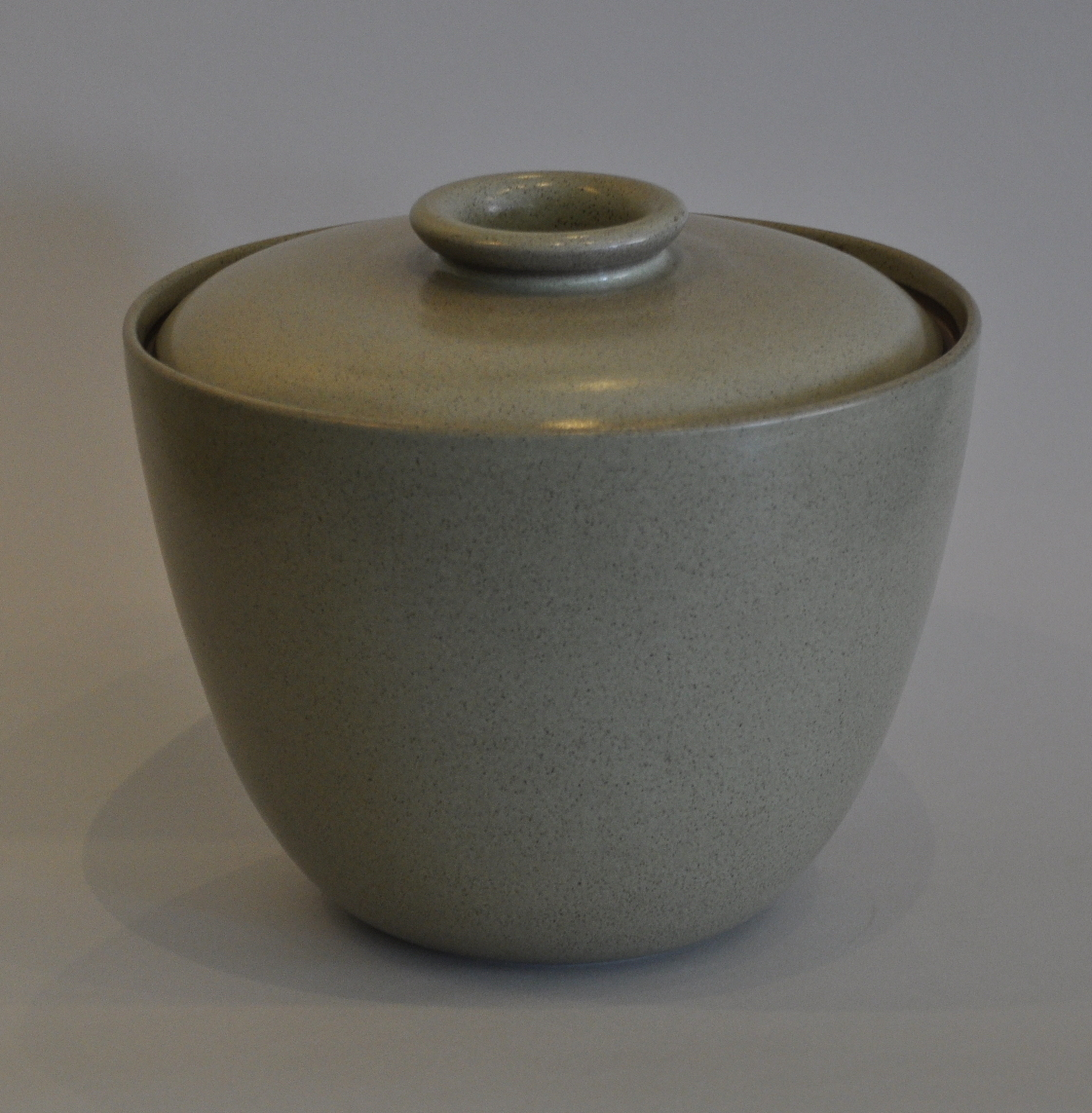
Pot amb tapa de ceràmica d'Edith Heath.

Kiertzner va néixer en 24 de maig de 1911, a Ida Grove, Iowa, seixanta-quatre quilòmetres a l'est de Sioux City, Iowa. Era filla de Niels i Karoline Kiertzner, ambdós immigrants danesos. El 1931, Kiertzner es va matricular a la Chicago Normal School, que més endavant es coneixeria com Chicago Teachers College, on es va graduar el 1934. Posteriorment es va matricular a temps parcial a l'Institut d'Art de Chicago. Va ser després de la seva graduació que va rebre el seu primer curs de ceràmica. El 1938, Edith es va casar amb Brian Heath.
Traslladada a San Francisco, Edith va acceptar una plaça de mestra d'arts plàstiques a la Presidio Hill School i va assistir com a oient a la California School of Fine Arts. A partir d'aquestes classes va desenvolupar una pasta ceràmica que després modificaria moltes vegades per adaptar-la al seu treball de producció. Com que no tenia accés a la maquinària ceràmica, l'Edith va desenvolupar els seus interessos ceràmics a la seva manera construint un torn ceràmic a partir d'una màquina de cosir de pedal. El 1943, va estudiar els eutèctics amb Willard Kahn a través dels cursos d'extensió universitària de la Universitat de Califòrnia. Aquesta experimentació continuada va fer que Heath es convertís en una experta a l'hora de saber com els diferents tipus de fangs influïen en les qualitats estètiques de les seves peces. El seu domini de les argiles i dels esmalts, unit a una sensibilitat molt moderna per la proporció i la forma, va fer de Heath una mestra ceramista de primer nivell.
El 1944, va tenir lloc la seva primera gran exposició al California Palace of the Legion of Honor. També va participar al Syracuse Ceramic Nationals.
Un comercial de la botiga Gump's de San Francisco va proposar a Edith proveir la seva tenda amb la seva ceràmica finament tornejada a mà, utilitzant el taller de ceràmica de la companyia per a la producció. Va acceptar la proposta, però alhora va continuar treballant al seu propi taller. Els minoristes importants van començar a fer comandes de vaixella, i el 1948, va obrir Heath Ceramics a Sausalito, Califòrnia. El 1949, Heath havia aconseguit una producció de 100,000 peces per any.
Heath Ceramics va ser adquirida per Robin Petravic i Catherine Bailey el 2003. Edith Heath va morir el 27 de desembre de 2005 a la seva casa de Tiburon, Califòrnia.
El 2019 la cadena de televisió pública KCET va produir un documental biogràfic sobre la vida i l'obra d'Edith Heath, titulat "Heath Ceramics: The Making of a California Classic". La pel·lícula va ser dirigida per Chris Metzler i Quinn Costello, i explorava la història i la influència d'Edith Heath, abraçant també el llegat que perdura a la Heath Ceramics actual. La pel·lícula va ser guardonada pel LA Press Club als National Arts and Entertainment Awards el 2019. La pel·lícula va guanyar el màxim reconeixement en la categoria de Documental o Special Program Feature (de més de 30 minuts).

### Vaixella
La línia "Coupe" d'Edith Heath encara és molt sol·licitada i s'ha produït sense interrupció des del 1948, amb canvis periòdics en la textura i el color dels esmalts. Altres línies de ceràmica de Heath inclouen l'anomenada "Rim," dissenyada el 1960, i "Plaza," dissenyada als anys 80.

### Rajola arquitectònica

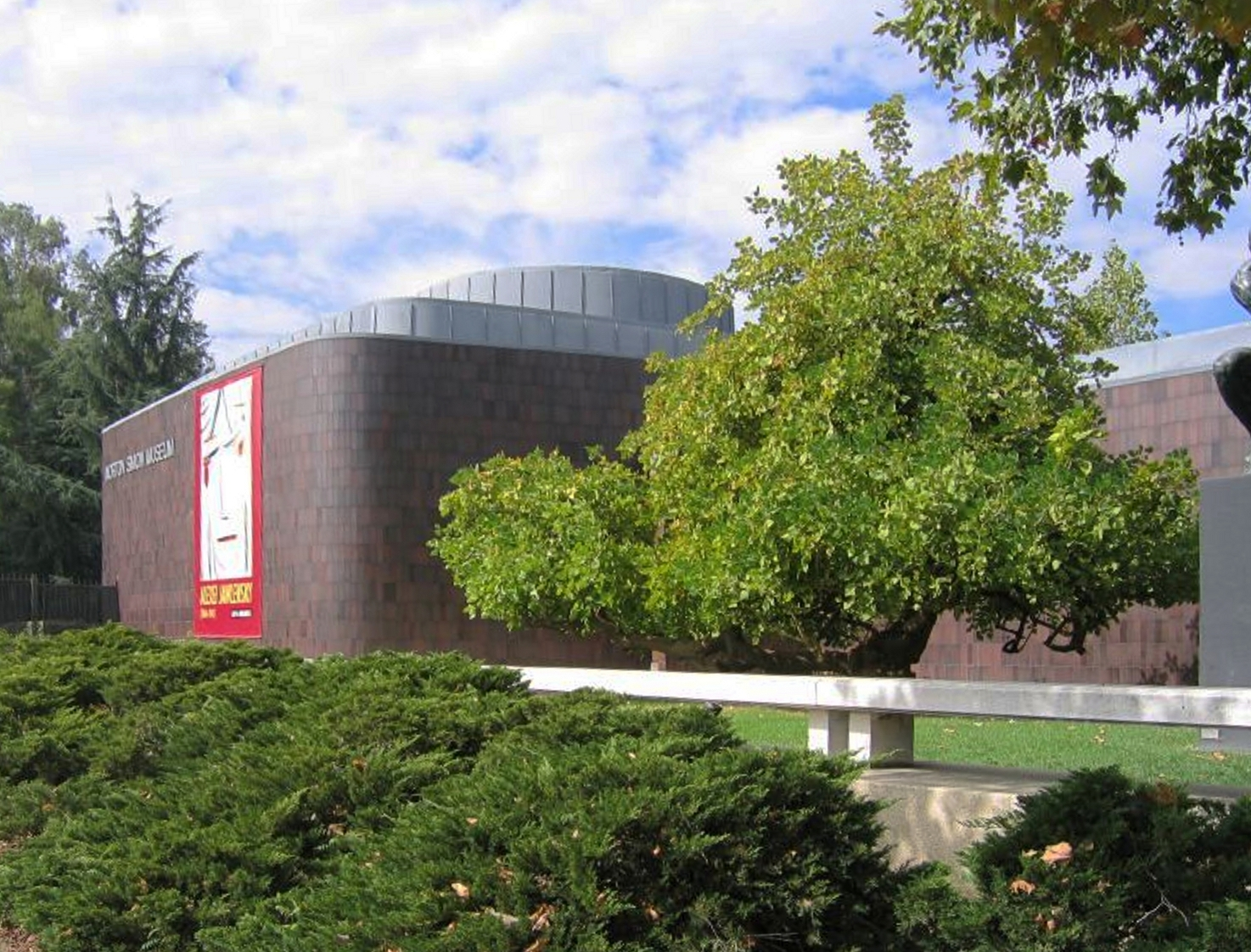
Exterior del Norton Simon Museum on destaquen les rajoles de Heath col·locades a l'edifici.

Al Pasadena Art Museum, ara Museu Norton Simon, a Pasadena, Califòrnia, dissenyat pels arquitectes Thornton Ladd i John Kelsey de la firma 'Ladd + Kelsey', es van utilitzar rajoles arquitectòniques. La façana exterior, curvilínia i molt distintiva, està constituïda per 115,000 rajoles d'Edith Heath, esmaltades en diversos tons de marró i amb una superfície ondulant. Són part del rerefons que molta gent pot contemplar durant la retransmissió de la Rose Parade per Any Nou.